# Солунска афера
 Тази статия е за аферата на ВМОРО от 1901 година.  За тази от 1906-1907 вижте Мацанова афера.  
Солунската афера от началото на 1901 година е най-големият провал на ВМОРО в Османската империя, в резултат на който следват много разкрития и арести на дейци на организацията.

## Разкритие
На 23 януари 1901 година в Солун при рутинна проверка у Александър Ников, секретар на ЦК на ВМОРО, и редовия член на ВМОРО Милан Михайлов са открити револвери. Ников успява да избяга, но Милан Михайлов е задържан и след тежки инквизиции започва да издава познатите му нелегални революционери. В резултат са арестувани седмокласникът в Солунската българска мъжка гимназия Коце Лазаров, Христо Матов, Христо Татарчев, Иван Хаджиниколов, Пере Тошев, Стамат Танчев, Диме Палашев, Васил Мончев и други. Заловени са още кукушанецът Анго Арабаджията, в чиято кола са скрити Александър Ников, ученикът Милан Ризов и четникът Тодорчо от Серменин. Ников успява да се самоубие, но Милан Ризов издава члена на местния комитет Атанас Ангелов, при когото се е укривал.
Според Ангел Динев аферата започва след предателство от страна на Мито Петров от Мурарци, който разкрива на властите лекуващия се в Солун нелегален четник Кочо Карловалията от Карлово. Последният е арестуван и разкрива имената на Ников и Милан Михайлов.
Разкритията продължават и извън Солун, като само в Кукуш са арестувани и инквизирани десетки. В същото време войводата Христо Чернопеев дава голямо сражение на турски аскер при село Баялци, след което започва Баялската афера, при която допълнително са разбити структури на организацията в Гевгелийско, Тиквешко, Дойранско и Радовишко.

## Дела
В резултат на разкритията голяма част книжа и архиви попадат в турските власти. Централният комитет на ВМОРО е парализиран, тъй като членовете му са арестувани. Иван Хаджиниколов е единственият член на ЦК, който успява първоначално да избегне ареста и успява да конституира нов ЦК, в който влизат Иван Гарванов, Димитър Мирчев, Спас Мартинов и Йосиф Кондов (който по-късно се отказва). Хаджиниколов е арестуван на 5 март и на следния ден в полицейския участък прави опит да се самоубие с прерязване на вените, но е спасен.
Делата по Солунската и Баялската афера са разгледани до началото на май. В обвинителния акт се твърди, че „...българските жители от вилаетите Солун, Косово и Битоля са се организирали в революционен комитет и въоръжавайки се искат на македонска почва да направят независима държава или да присъединят турската територия в този предел към България.“
Повечето задържани са освободени. Общо осъдени са 101 души, от които 84 са заточени в Бодрум кале в Мала Азия и в Акра. На 14 март трима души получават смъртни наказания – Милан Михайлов, Кочо Георгиев Карловали, роден в 1881 година в Карлово, четник при Чернопеев в Кукушко и Струмишко и Кочо Цонков.
| |  |  |  |  |  |  |  |
| Прошение от български затворници до валията в Солун за подобряване на условията в затвора Йедикуле. Подписали: Д-ръ Х. Татарчевъ, Д. Палашевъ, П. Тошев, Хр. Стояновъ, Хр. Янковъ, Г. Зердевъ, А. Костадиновъ, Свещ. А. Стефановъ, Хр. Ивановъ, М. Пирговъ, Хр. Матовъ, Хр. Никовъ, К. Лазаровъ, Т. Чочковъ, К. Флоринали, М. Михайловъ, Свещ. Гр. Яновъ, Свещ. Димитрия, С. Георгиевъ, А. Костовъ, А. Георгиевъ, Г. Каракабаковъ, Я. Илиевъ, Свещ. Хр. Баялски, Д. Хлебаровъ, А. Танчевъ, Ив. Биновъ, Б. Танчевъ, Б. Мончевъ, К. Андоновъ, Св. И. Антоновъ, Св. Хр. Зидаровъ, Н. Бояджиевъ, И. Костандиновъ, Хр. Лесичковъ, К. Петрушовъ, Ив. Х. Николовъ, Н. Дупковъ, К. Минцевъ, М. Ризовъ, К. Георгиевъ, Ив. Ташевъ, П. Ивановъ, П. Велковъ, Г. Гроздановъ, Ив. Гроздановъ, Ст. Йосифовъ и В. Несторовъ |  |  |  |  |  |  |  |

## Заточени

### Подрумкале
Заточени на 6 юли, пристигнали в Бодрум кале на 12 юли 1901 година:
| Номер | Име                    | Родно място    | Длъжност                                                       |
| ----- | ---------------------- | -------------- | -------------------------------------------------------------- |
| 1     | Христо Татарчев        | Ресен          | лекар в Солун, председател на ЦК на ВМОРО                      |
| 2     | Христо Матов           | Струга         | учител в Солунската българска гимназия, член на ЦК на ВМОРО    |
| 3     | Иван Хаджиниколов      | Кукуш          | български книжар в Солун, член на ЦК на ВМОРО                  |
| 4     | Пере Тошев             | Прилеп         | екзархийски училищен инспектор в Солунско, член на ЦК на ВМОРО |
| 5     | Никола Бояджиев        | Велес          | директор на Сярската девическа прогимназия                     |
| 6     | Христо Стоянов         | Мързенци       | главен учител в Кавадарци                                      |
| 7     | Антон Костов           | Дойран         | главен български учител в Гевгели                              |
| 8     | Христо Динков          | Долни Порой    | учител в Гевгели                                               |
| 9     | Стефан Димитров        | Зелениче       | учител в Кукуш                                                 |
| 10    | Никола Минцев          | Дойран         | учител в Кукуш                                                 |
| 11    | Антон Костадинов       | Струмица       | учител в Кавадарци                                             |
| 12    | Панайот Иванов         | Неготино       | учител в Кавадарци                                             |
| 13    | Александър Станоев     | Неготино       | учител в Неготино                                              |
| 14    | Янаки Илиев            | Кавадарци      | учител в Мачуково                                              |
| 15    | Никола Дупков          | Кукуш          | учител в Морарци                                               |
| 16    | Илия Докторов          | Гевгели        | учител в Смоквица                                              |
| 17    | Христо Лисичков        | Богданци       | учител в Богданци                                              |
| 18    | Георги Каракабаков     | Стояково       | учител в Баялци                                                |
| 19    | Иван Бинов             | Воден          | току-що завършил Битолската българска гимназия                 |
| 20    | Христо Ников           | Баялци         | учител                                                         |
| 21    | Ангел Гълъбов          | Барово         | учител в Барово                                                |
| 22    | Гоно Проданов          | Калиново       | учител в Калиново                                              |
| 23    | Коце Лазаров           | Щип            | ученик от VII клас                                             |
| 24    | Милан Ризов            | Велес          | ученик от VII клас                                             |
| 25    | Георги Зердев          | Прилеп         | учител в Неготино                                              |
| 26    | Мито Ташакманов        | Богданци       | земеделец                                                      |
| 27    | Гьоро Грозданов        | Кавадарци      | търговец                                                       |
| 28    | Христо Деянов          | Бегнище        | земеделец                                                      |
| 29    | Димко Захариев         | Кавадарци      | касапин                                                        |
| 30    | Ризо Гърмев            | Клиново        | земеделец                                                      |
| 31    | Стойчо Куюмджиев       | Аканджали      | учител                                                         |
| 32    | Анастас Консулов       | Бегнище        | земеделец                                                      |
| 33    | Григор Алексиев        | Прилеп         | свещеник в Кукуш                                               |
| 34    | Стамат Танчев          | Бугариево      | свещеник в Солун                                               |
| 35    | Илия Антов             | Мързен Ораовец | свещеник                                                       |
| 36    | Христо Зидаров         | Мустафа паша   | свещеник в Кавадарци                                           |
| 37    | Григор Янев            | Богданци       | свещеник                                                       |
| 38    | Мито Гюзелев           | Аканджали      | свещеник                                                       |
| 39    | Христо Костов Шумаров  | Баялци         | свещеник                                                       |
| 40    | Атанас (Ташо) Стефанов | Неготино       | свещеник                                                       |

### Акра
Заточени на 8 август:
| Номер   | Име                          | Родно място | Длъжност                            |
| ------- | ---------------------------- | ----------- | ----------------------------------- |
| 1       | Иван Ташев Гошев             | Гевгели     | учител в Гевгели                    |
| 2       | Тодор Чочков                 | Серменин    | учител                              |
| 3       | Димитър Поппецев             | Серменин    | земеделец                           |
| 4       | Гоно Янев                    | Смоквица    | земеделец                           |
| 5       | Дино Бейков                  | Гявато      | земеделец, единствен починал в Акра |
| 6       | Мицо Трайков Бошков Хаджията | Гявато      | земеделец                           |
| 7       | Васил Гонов Дуев             | Гявато      | земеделец                           |
| 8       | Анастас Христов Пецев        | Гявато      | земеделец                           |
| 9       | Андон Георгиев Грушев        | Баялци      | земеделец                           |
| 10      | Мицо Арабаджиев              | Баялци      | земеделец                           |
| 11      | Петър Дельов Попов           | Баялци      | земеделец                           |
| 12      | Гоно Арабаджиев              | Баялци      | земеделец                           |
| 13      | Гоно Костадинов Грушев       | Баялци      | земеделец                           |
| 14      | Христо Георгиев Капиданчев   | Серменин    | земеделец                           |
| 15      | Христо Бачов                 | Конско      | земеделец                           |
| 16      | Дельо Пецанов                | Богданци    | земеделец                           |
| 17      | Дино Петрушев                | Богданци    | земеделец                           |
| 18 – 19 | 2                            | Калиново    | -                                   |
| 20 – 21 | 2                            | Кукуш       | -                                   |
| 22 – 23 | 2                            | Солун       | -                                   |
| 24 – 25 | 2                            | Неготино    | -                                   |
| 26 – 31 | 6                            | Кавадарци   | -                                   |
| 32 – 33 | 2                            | Клиново     | -                                   |
| 34 – 35 | 2                            | Рожден      | -                                   |
| 36      | 1                            | Попчево     | -                                   |
| 37      | 1                            | Крецово     | -                                   |

## Други последици
Турската власт започва системен тормоз над местното население, като така се стреми да предизвика нови големи разкрития. Разкритията провалят и опита на гемиджиите да взривят клона на „Отоман Банк“ в Цариград.
След тайно споразумение между Високата порта и Княжество България голяма част от революционерите са амнистирани през 1903 година, но новосформираният ЦК на ВМОРО вече е взел решение за вдигане на Илинденско-Преображенското въстание.